# رايشلسهايم
رايشلزهايم (وتراو) (بالألمانية: Reichelsheim (Wetterau)) هي بلدة، مدينة و بلدة ألمانية تقع في ألمانيا في Wetteraukreis.

## أعلام
- كارل ويلهلم غوتليب ليوبولد